# ستيفن فوجت
ستيفن فوجت (بالإنجليزية: Stephen Vogt)‏ هو لاعب كرة قاعدة أمريكي، ولد في 1 نوفمبر 1984 في فيساليا في الولايات المتحدة.

## وصلات خارجية
- ستيفن فوجت على موقع دوري كرة القاعدة الرئيسي (الإنجليزية)
- ستيفن فوجت على موقعبيزبول رفرنس.كوم (الدوري الرئيسي) (الإنجليزية)
- ستيفن فوجت على موقعبيزبول رفرنس.كوم (الدوري الثانوي) (الإنجليزية)
- ستيفن فوجت على موقع إي إس بي إن.كوم (أم.أل.بي) (الإنجليزية)
- ستيفن فوجت على موقع مشجعي الرسوم البيانية (الإنجليزية)